# Premis YoGa 1990
Els 1r Premis YoGa foren concedits al "pitjoret" de la producció cinematogràfica de 1989 per Catacric el 30 de gener de 1990 "a Barcelona" per un jurat anònim.

## Guardonats
| Secció           | Premi                         | Nom                            | Guanyador                                                                                   |
| ---------------- | ----------------------------- | ------------------------------ | ------------------------------------------------------------------------------------------- |
| Cinema estranger | Pitjor pel·lícula             | "Esther Williams rompe aguas"  | Abyss, amb accèssits a Black Rain i Cocktail                                                |
| Cinema estranger | Pitjor director               | "Aquí huele a muerto"          | Peter Greenaway                                                                             |
| Cinema estranger | Pitjor actor                  | "Mamá, quiero ser autista"     | Dustin Hoffman per Rain Man, amb un accèssit a Mickey Rourke                                |
| Cinema estranger | Pitjor actriu                 | "Pesadilla en Elm Streep"      | Meryl Streep                                                                                |
| Cinema espanyol  | Pitjor pel·lícula             | "Ferum (pestazo) de honor"     | Garum                                                                                       |
| Cinema espanyol  | Pitjor direcció               | "Capitán, mi capitán"          | Francesc Bellmunt, pel conjunt de la seva obra                                              |
| Cinema espanyol  | Pitjors actors                | "Lina Lamont de dicción"       | Jorge Sanz i Ángela Molina, pel conjunt de llurs tasques                                    |
| Especials        | Pitjor disseny                | "Coca de llardons"             | Central do Brasil                                                                           |
| Especials        | Pitjor doblatge               | "Bocinazo Harpo Marx"          | L'aire d'un crim                                                                            |
| Especials        | Pitjor guió                   | "Me fui"                       | Si te dicen que caí                                                                         |
| Especials        | Pitjor vestuari i maquillatge | "De Naftalina, Josefina"       | Esquilache                                                                                  |
| Especials        | Pitjor productor              | "Toma el dinero y corre"       | Enrique Viciano                                                                             |
| Especials        | Pitjor distribuïdora          | "Los pájaros"                  | UIP                                                                                         |
| Especials        | Pirjor exhibidor              | "Cortina rasgada"              | Cinema Fémina de Barcelona                                                                  |
| Especials        | Pitjor institució             | "Los dioses deben estar locos" | Ministeri de Cultura i Generalitat de Catalunya, per les seves polítiques cinematogràfiques |